# Francisco Aparicio y Ruiz
Francisco Aparicio y Ruiz (Burgos, 17 de juliol de 1852 - ?) fou un advocat i polític espanyol, va ser ministre d'Instrucció Pública i Belles arts durant el regnat d'Alfons XIII.

## Trajectòria política
En la seva joventut va dirigir a la seva ciutat natal el periòdic Caput Castellae. Va ser membre del Partit Conservador. Inicià la seva carrera política com a diputat provincial a Burgos i més tard, va ser president de la Diputació Provincial de Burgos. La seva carrera nacional va començar amb el seu nomenament com a Governador Civil d'Astúries i més tard va ser diputat per Burgos en totes les eleccions que es van succeir entre 1891 i 1923.
Va ser ministre ministre d'Instrucció Pública i Belles arts entre el 13 de març i el 14 d'agost de 1921 al govern presidit per Manuel Allendesalazar y Muñoz de Salazar.